# Parastilomysis paradoxa
Parastilomysis paradoxa is een aasgarnalensoort uit de familie van de Mysidae. De wetenschappelijke naam van de soort is voor het eerst geldig gepubliceerd in 1936 door Ii.